# Újfalusi Németh Jenő publikációs listája
Újfalusi Németh Jenő publikációs listája fordított időrendben

## 2000-2009
1* Antoine Furetière: Le roman bourgeois (magyar) A polgárregény. Budapest : Eötvös J. Kvk., 2009. 172 p. ill. (Ser. Eötvös klasszikusok 1219-3062 ; 93.) ISBN 978-963-7338-93-9 (műfordítás, könyv)
2* Antoine Furetière és A polgárregény : 1619. december 28.-1688. május 14. : [kísérő tanulmány]. In: A polgárregény / Antoine Furetiére ; ford., [előszó, jegyz., kiejtési szótár:] Újfalusi Németh Jenő. – Budapest : Eötvös József K., 2009. – 5-10. p. (tanulmány, könyvrészlet)
3* Hongrie DVD-ROM : découverte langue et culture : une méthode interactive pour découvrir la Hongrie, s'initier dans sa langue et se préparer à la mobilité / producteur: Florence Ducreau ; conception pédagogique: Jenő Németh ; coll. Ágoston Nagy, Miklós Nagy, Mme Jenő Németh, Géza Szász ; realisation cynématographique: Edit Klucsik. Nancy : Université Nancy 2 ; Szeged : Université de Szeged, 2009. (Magyar civilizációtörténet, nyelvtan és nyelvgyakorlatok franciáknak, DVD)
4* Corneille: Horatius : Camilla átka. In: "Tavasz jáde csigái : avagy "zöld kagyló-forma tavasz" Pálfy Miklós 65. születésnapjára / [szerk. Kovács Katalin Nagy Ágoston]. – Szeged : Grimm, 2007.pp. 131–139. ISBN 978-963-7460-39-5(irodalomtörténet, könyvrészlet)
5* Enchassements au service de l'unité du sens dans l'épopée baroque de Georges de Scudéry (La Belle Laponne, l'Ile enchantée et le Sage Vieillard). In L'un et le multiple sous la direction de Zsuzsa Simonffy. Budapest : Tinta Könyvkiadó, 2006. pp. 55–67. (Ser. Segédkönyvek a nyelvészet tanulmányozásához ; 61.)  helytelen ISBN kód: 963-7094-57-6  (irodalomtörténet, könyvrészlet)
6* De Sanche à Don Sanche d'Aragon «non tammeloria quam nova» In: "Prismes irisés" : textes recueillis sur les littératures classiques et modernes pour Olga Penke qui fęte ses soixante années / [ed. Timea Gyimesi et al.] Szeged : Klebelsberg Kuno Egyetemi Kiadó, 2006. pp. 103–115. ISBN 963-86996-1-2 (tanulmány, könyvben)
7* Fülhegyező a franciára : Pedagógiai segédeszköz a francia nyelv megértéséhez : a franciaországi Nancy 2 Egyetem és a Szegedi Tudományegyetem közös munkája / Catherine Claus-Demangeon, Nathalie Vaglio, Újfalusi Németh Jenő et al. Adathordozó: DVD, Nancy, 2004. (Francia nyelvtan és nyelvgyakorlatok magyaroknak)
8* Écouter pour comprendre le hongrois : Outil méthodologique pour mieux comprendre le hongrois; Réalisation de l’Université Nancy 2 (France) et de l’Université de Szeged (Hongrie) munkája / Catherine Claus-Demangeon, Nathalie Vaglio, Újfalusi Németh Jenő et al. Adathordozó: DVD, Nancy, 2004.(Francia nyelvtan és nyelvgyakorlatok magyaroknak)
9* Íme az ember! = Voilá l' homme! : a francia aforizma mesterei/ vál., ford. Halasy-Nagy József ; [a francia szöveget gond. Újfalusi Németh Jenő] Szeged : Lectum, 2004. 179, [2] p. ISBN 963-86258-6-4 (szöveggondozás, könyv)
10* La configuration actantielle du Roman bourgeois d'Antoine Furetière. Acta Romanica, tomus XXIII. Szeged, 2004. pp. 149–157. HU ISSN 0567-8099
11* Le fonctionnement du thème de l’amour contrarié de Mélite à Polyeucte de Pierre Corneille. In Acta Romanica, 22. 2003. pp. 47–59. (irodalomtörténet, folyóiratcikk)
12* Tibor Fabinyi – Jenő U. Németh: Les histoires tragiques; in Histoire Comparées des Littératures de Langues Européennes; L’époque de la Renaissance IV. Crises et essors noveaux (1560-1610), John Benjamins Publishing Company, Amesterdam/Philadelphia, 2000. pp. 579–595. (irodalomtörténet, könyvfejezet)

## 1989-1999
13* Grammaire et civilisation françaises. Kovács Józseffel. Szeged : Gradus ad Parnassum Könyvkiadó, 1999. 228 p. ISBN 963-9184-01-2 (Francia nyelvtan, könyv)
14* L’Essay on Man hongrois. In: Európai felvilágosodás – Magyar felvilágosodás. Az MTA-GATE Magyar felvilágosodás kutatócsoportja 1997. júniusi konferenciájának anyagai. Szerk: Rathmann János. Gödöllő, 1999. pp. 71–78 (irodalomtörténet, könyvrészlet, konferencia-anyag)
15* Anthologie de la poésie française au Moyen Age au Baroque, Szeged, JATEPresse, 1998. 197 p. (Kommentárokkal, szójegyzékkel, glossariummal ellátva) (Irodalmi szöveggyűjtemény, egyetemi jegyzet)
16* Adel Hakim: Exécuteur 14 / A 14-es hóhér. [Bilingvis]. Szeged, MASZK Egyesület, 1998. 69 p. ISBN 963-8359-08-0 (műfordítás, könyv)
17* Klasszicizmus a barokk égisze alatt : Korstílusproblémák az Ancien Régime irodalmában : Tézisek. Szeged : JATEPress, 1997. 20 p. (PhD értekezés tézisei, irodalomtörténet, könyv)
18* Válasz Dr. Szörényi László opponensi véleményérére Dr. Németh Jenő, Módszerek és eredmények a francia barokk kutatásban c.(PhD) doktori értekezéséről, 1997. Kézirat. (irodalomtörténet, lelőhely: SZTE EK Egyetemi Gyűjt.)
19* Válasz Dr. Fabinyi Tibor opponensi véleményére Dr. Németh Jenő, Módszerek és eredmények a francia barokk kutatásban. c. (PhD) doktori értekezéséről, 1997. Kézirat. (irodalomtörténet, lelőhely: SZTE EK Egy. Gyűjt.)
20* La mise en place d’une formation d’interprètes et de traducteurs à la Faculté des Lettres de l’Université Attila József de Szeged. Séminaire, La diversification des filieres dans les départements d’études françaises, Centre Interuniversitaire d’Etudes francaises, 28- et 29 mars 1996. pp. 22.
21* Kultúrák kommunikációja, nyelvoktatás és a francia klasszikus irodalom. In: A nyelvtanár-továbbképzés egy lehetséges modellje. Szeged : Generalia, 1996. pp. 241–248. (Ser. Nyelvészeti füzetek : 1217-9957 ; 5.) ISBN 963-85152-7-9 (nyelvoktatás, könyvsorozat)
22* Jerzy Kloczowski: A civilizáció fejlődése Közép- és Kelet-Európában a 14. és 15. században. In: Aetas, Szeged, 1994.1. pp. 166–187. (tudományos írás fordítása, folyóirat)
23* Az Essay on Man-tól az Ágis tragédiájáig. Egy ideológia transzformációja. (De l'Essay on Man à la Tragédie d'Agis. La transformation d'une idéologie). Nemzetközi Filológiai Társaság III. Nemzetközi Hungarológiai Kongresszusa. Szeged, 1991. aug. 12-16. In: Régi és új peregrináció. Magyarok külföldön, külföldiek Magyarországon. I. köt. pp. 452–461. Budapest-Szeged, 1993, Nemzetközi Magyar Filológiai Társaság – Scriptum Kft. ISBN 963-481-923-0 (irodalomtörténet, könyvrészlet, konferencia-anyag, előadás szerkesztett változata)
24* Kovács András: Contributions des épigraphistes humanistes à la topographie d'Alba Julia (Gzulafehérvár) au Moyen-Age et au début de l'ère moderne. In István Szamosközi (Stephanus Zamosius): Analecta Lapidum vetustorum et nonnullarum in Dacia antiquitatum 1593, Inscriptiones Romanae in lapidibus antiquis Albae Juliae et circa locotum 1598. Szeged, Scriptum KFT. 1992. pp. 9–35. (tudományos írás fordítása)
25* Bonaventure Des Periers: Cymbalum mundi, avagy a nagy csinadratta (Második rész) In: Pompeji, Szeged, 1993. IV. évf. 1993. 1-2. pp. 164–183. (műfordítás, folyóirat)
26* Bonaventure Des Periers: Cymbalum mundi, avagy A nagy csinadratta (Első rész) = Pompeji, Szeged, 1992. III. évf. 1992. 4., pp. 94–109. (műfordítás, folyóirat)
27* Étienne de La Boétie: Rendelet Guyenne tartomány békéjének helyreállítására.(L'Édit sur la pacification de La Guyenne) In: Aetas, Szeged, 1992. 3. pp. 138–141. (műfordítás, folyóirat)
28* Étienne de La Boétie és az első türelmi rendeletek.(Les premiers édits de tolérance et Étienne de La Boétie) In: Aetas, Szeged, 1992. 3. pp. 146–147. (Irodalomtörténet, folyóirat)
29* Az 1562-es januári ediktum. (L'Édit de janvier) In: Aetas, Szeged, 1992. 3. pp. 141–146. (műfordítás, folyóirat)
30* Barbulescu, Mihail: Les aspects épigraphiques des "Inscriptiones Romanae". In: István Szamosközi (Stephanus Zamosius: Analecta Lapidum 1593, Inscriptiones Romanae 1598. Szeged, Scriptum KFT. 1992. (tudományos írás fordítása)
31* Étienne de La Boétie: Javaslat a viszályok megbékítésére. (Mémoire sur la pacification des troubles) In: Aetas, Szeged, 1991. 2. pp. 117–152. (műfordítás, folyóirat)
32* A tolerancia határán (Au seuil de la tolérance) -Étienne de La Boétie. In: Aetas, Szeged, 1991. 2. pp. 106–116. (irodalomtörténet, folyóirat)
33* Hozzászólás: civilizáció és kultúra viszonya, In. Fejér, Ádám: Röpirat a humán műveltségről. (Culture et civilisation). Szegedi Bölcsészfüzetek, Szeged, 1991. ISBN 963-482-134-0 pp. 45–46. (irodalomtörténet, könyvrészlet)
34* Étienne de La Boétie: (Discours de la servitude volontaire) Az önkéntes szolgaságról; A zsarnok ellen. (Contr'un) Budapest, Helikon Kiadó, 1990, 59 p. (Ser. Helikon stúdió, 0236-5014 ; 14.) (műfordítás, könyv)
35* Étienne de La Boétie : író-politikus az újkor hajnalán.(Un écrivain – homme politique à l'aube de l'ère moderne) In Étienne de La Boétie: Az önkéntes szolgaságról; A zsarnok ellen, Budapest, Helikon Kiadó, 1990. pp. 49–56. (irodalomtörténet, könyvrészlet)
36* Bourdelas, Laurrent: A királyi hatalom békeidőben.(Le pouvoir royal en temps de paix) Ford. Kordé Zoltán. Az ófrancia szöveg- részleteket ford.(Les textes en ancien français sont traduits par N.J.U.) In: Aetas, Szeged, 1990. 3. pp. 35–49. (tudományos írás fordítása)
37* Gyula Krajkó és Rezső Mészáros: La transformation de la structure professionnelle de la population dans les régions rurales de la zone économique méridionale de la Grande Plaine de Hongroise, [Megjelent: a különlenyomat nem utal rá. c. 1990.] (tudományos írás fordítása)
38* Les relations socio-politiques dans Polyeucte, problème des "motivations". = Annales, Universitatis Scientarum Budapestiensis de Rolando Eötvös Nominatae, Sectio Philologica Moderna XIX., 1989-1990. pp. 151–161. (irodalomtörténet, folyóiratcikk)
39* La France entre l'Atlantique et la Méditerranée à l'aube de l'économie-monde moderne; Le témoignage d'Antoine de Montchrétien /Franciaország az Atlantikum és a Mediterránum határán a modern világgazdaság hajnalán (La France à l'aube de l'économie-monde moderne) /.In: Mediterrán Tanulmányok – Études sur la Région Méditerranéenne, József Attila Tudományegyetem, Szeged, 1989. pp. 9–29. (irodalomtörténet, folyóiratcikk)

## 1978-1988
40* Études ronsardiennes en Hongrie. in. Etudes Ronsardiennes I., Genève, Librairie Droz, 1988. pp. 201–204. (irodalomtörténet, könyvfejezet)
41* Le problème des asymétries structurales dans l'univers d'Horace de Pierre Corneille. In: Acta Universitatis Szegediensis, Acta Romanica, XIII., Szeged, 1988. pp. 45–63. (irodalomtörténet, folyóiratcikk)
42* Francia nyelvi feladatgyűjtemény (Méthode pour se préparer au concours d'admission à l'université en français) (szerk. Albert Sándor). Társszerzőkkel, Albert Sándor, Farkas Ildikó, Kovács József. Budapest : Tankönyvkiadó, 1988. pp. 175–244. (oktatási anyag, könyv)
43* Y. B. Vipper: Az irodalmi fejlődés állandó és változó elemeinek kapcsolata és a XVI-XVIII. századi francia irodalom. (Les éléments statiques et dynamiques et la litérature française aux XVIIe et XVIIIe siècles) In: Helikon : világirodalmi figyelő, 1985/1. sz. pp. 35–43. (tudományos írás fordítása)
44* A "Que sais-je?" -sorozat három kötete. (Trois volumes de "Que sais-je?") = Helikon : világirodalmi figyelő, 1983/3-4. sz. pp. 487–490. (beszámoló, folyóiratcikk)
45* Alexander Pope und György Bessenyei. In. László Sziklay: Aufklärung und Nationen im Osten Europas. Budapest: Corvina Kiadó, 1983. pp. 270–302. ISBN 963-13-1203-8 (irodalomtörténet, könyvfejezet)
46* Rapports entre dynamique sociale et structures dramatiques ( Corneille: Médée). In: Acta Universitatis Szegediensis, Acta Romanica, VII., Szeged, 1982. pp. 301–338. (irodalomtörténet, folyóiratcikk)
47* Francia gyakorló levelek. (Exercices de français). Szabó Annával. Szeged : BTK, FEB, 1981. 126 p. (egyetemi jegyzet)
48* Társadalmi dinamika és műstruktúra viszonya ( Corneille: Médée). = Acta Universitatis Szegediensis, Acta Romanica, I. Országos Germanisztikai-Romanisztikai Szimpozion, Szeged, 1980. szept. 3-5., Szeged, 1981. pp. 328–351. (irodalomtörténet, folyóiratcikk, szakmai szimpozion anyaga)
49* Francia gyakorló levelek (Exercices de français) – Javítókulcs. (Solutions) Szabó Annával. Szeged : BTK, FEB, 1981. ll8 p. (egyetemi jegyzet)
50* Les transformations de la conception fondamentale de l'Essay on Man en Europe du Sud-Est. In: Actes du VIIIe Congrès de l'Association Internationale de Litterature Comparée /AILC/, Budapest, Akadémiai Kiadó. 1980. pp. 445–453. (irodalomtörténet, könyv, konferencia-anyag)
51* Université Attila József. Szeged : Publié par Dr. György Antalffy recteur de l’université : Szegedi Nyomda, 1979. 91 p. ill. (Az egyetemről szóló ismeretterjesztő kiadványt franciára ford. Ú.N.J., a fordító neve a kiadványban nem szerepel.)
52* A tavaszi táborok oktatási programja francia nyelv és irodalomból. Programme global d'enseignement du français aux cours de printemps). A FEB táborok munkája, (Cours préparatoires aux concours d'admission à l'université). Társszerző Pálfy Miklós. In: A FEB-táborok tapasztalatai. Szerk Kunsági Elemér, [közread. a] Bölcsészettudományi Karok Felvételi Előkészítő Bizottsága. Szeged, 1978. pp. 413–434. (francia nyelv tanítása Magyarországon, könyvfejezet)
53* Les sources françaises de l'Essay on Man hongrois. In: Acta Universitatis Szegediensis de Attila József Nominatae : Acta Romanica Timus V., Szeged, 1978. pp. 250–285. (irodalomtörténet, folyóiratcikk)

## 1967-1977
54* A XVII. századi francia irodalom tudományos igényű oktatásának világnézeti implikációi (Les implications idéologiques des recherches sur la littérature du XVIIe siècle et de son enseignement). In: Az Egyetemi Oktató-nevelő Munka Időszerű Kérdései Karunkon IV., Szeged, 1977. pp. 39–66. (irodalomtörténet, könyvfejezet)
55* Sciences littéraires : Acta Litteratura, Budapest : 1975. In: Nouvelles Etudes Hongroises, 1977. pp. 322–324. (beszámoló, folyóiratcikk) 
56* La raison d'être d'un genre "avorté"; Poème héroïque sous l'Ancien Régime. = Acta Universitatis Szegediensis, Acta Romanica, III. 1976. pp. 87–153. (irodalomtörténet, folyóiratcikk)
57* Francia hangtani és frazeológiai gyakorlatok (Exercices phonétiques et phraséologiques) /Cours de français IVe année/. Nyelvi laboratóriumi füzetek, (Série de cahiers de laboratoire) Szeged, 1975. 112 p. (egyetemi jegyzet)
58* Histoire sociale – histoire littéraire (Textes pour faciliter l'approche historique de la littérature française), choix et préface préfacée par Újfalusi Németh, Jenő. Szeged, 1975. 276 p. (egyetemi jegyzet)
59* Analyse de la relation de verbe à objet dans le système verbal hongrois. Essai sémiotique. In: Revue des Etudes Finno-Ougriennes, X. 1975. (Paris – Budapest), pp. 231–262. (magyar nyelvtan, folyóiratcikk)
60* L'Ile enchantée chez Le Tasse et Scudéry : Étude comparative. Revue de Littérature Comparée, Paris, Librairie Marcel Didier 15, rue Cujas 75005 Paris. Janvier-Mars 1975. N° 1. pp. 77–92. (irodalomtörténet, folyóiratcikk)
61* Le problème de la morale "provisoire" de Descartes /Kalocsai Dezső/. In: Nouvelles Etudes Hongroises Budapest : Corvina, 1975. pp. 243–244. ISBN 963-13-8002-5 (beszámoló, folyóiratcikk)
62* Réflexions à propos d'un livre de Marcel Raymond.In: Neohelicon, 1-2., Akadémiai Kiadó – Mouton, Paris, 1974. pp. 255–63. (irodalomkritika, folyóiratcikk)
63* Pour une périodisation relativement nouvelle des littératures européennes. In: Acta Universitatis Szegediensis de Attila József Nominatae : Acta Romanica, Szeged, 1972. pp. 53–81. (irodalomtörténet, periodizáció, folyóiratcikk)
64* Magyarul tanulnak Párizsban. (On apprend le hongrois à Paris) In: Köznevelés, 1971. 27. évf. 17-18. pp. 6l-62. (Pedagógiai írás a párizsi magyar nyelvtanításról, folyóiratcikk)
65* A helyhatározó kifejezési eszközeinek tanítása; (Le complément de lieu et son enseignement) In: Magyartanítás Külföldön (Enseigner le hongrois à l'étranger). Az 1970. augusztus 28-i lektori értekezlet anyagából kézirat gyanánt. II. Budapest : Művelődésügyi Minisztérium, 1970. pp. 118–126. (magyar nyelvtan)
66* Manuel de hongrois. Lénárt Ferenccel. Paris, Sorbonne, 1970. /polycopié/, I. 37 p., II. 32 p., III. 44 p. (egyetemi jegyzet a magyar nyelv tanításához)
67* Vas István: Nem számít. (Qu'importe!) /Szépirodalmi Kiadó, 1969/. In: Tiszatáj, 1970. 3. 265-268. (irodalomkritika, folyóiratcikk)
68* Szakonyi Károly: Francia tanya. (La ferme française) /Szépirodalmi Kiadó, 1969/. In: Tiszatáj, 1969. 9. 868-870. (irodalomkritika, folyóiratcikk)
69* Csoóri Sándor: Faltól falig.(Du mur au mur) /Magvető, 1969/. In: Tiszatáj, 1969. 11. 1032-1034. (irodalomkritika, folyóiratcikk)
70* Somogyi-Tóth Sándor: Gabi. /Magvető, 1969/. In:Tiszatáj, 1969. 12. 1123-1124.(irodalomkritika, folyóiratcikk)
71* Szinopszis a Módszerek és eredmények a francia barokk-kutatásban c. doktori disszertációhoz. Szeged, 1969. Kéziratban. 20 p. (irodalomtörténet, lelőhely: SZTE EK Egyetemi Gyűjt.)
72* Módszerek és eredmények a francia barokk-kutatásban.(Méthodes d'investigation et résultats acquis dans les recherches sur la littérature française) Szeged, 1968. 279 p. és 21 p. jegyzet-függelék.(Notes, appendice). Kézirat, lelőhely: SZTE EK Egyetemi Gyűjtemény (irodalomtörténet, egyetemi doktori disszertáció)

## 1961-1966
73* La mise en place d’une formation d’interpretes et de traducteurs a la Faculté des Lettres de l’Université Attila József. Séminaire, Compte rendu des travaux, Budapest, juin 1966. pp. 22. (egyetempolitika)
74* Lapzárta után. Bodó Béla könyve (Livre de Bodó Béla) /Szépirodalmi Kiadó, 1963/. In: Tiszatáj, 1963/7. sz, pp. 10. (irodalomkritika, folyóiratcikk)
75* A 17. századi kéziratos költészet és a barokk. (La poésie manuscrite du XVIIe siècle et le baroque) In Acta Universitatis Szegediensis, Acta Iuvenum, Tome II. Szeged, 1962. pp. 153–168. (irodalomtörténet, folyóiratcikk) 
74* Mairlandi veszedelem. (Le péril de Mairland) Imre Gábor és Bojcsuk Vladimír regénye. /Magvető, 1961/. In: Tiszatáj, 1962. 3. sz. pp. 8. (irodalomkritika, folyóiratcikk)
75* Goda Gábor: Vihar előtt. (Avant l'orage) /Szépirodalmi Kiadó, 1961/. In: Tiszatáj, 1962. 9. sz. pp. 10. (irodalomkritika, folyóiratcikk)
76* Tímár Máté: Száz tű hossza. /Magvető, 1960/. In: Tiszatáj, 1961. 5. sz. pp. 10. (irodalomkritika, folyóiratcikk)